# Rhinella castaneotica
Rhinella castaneotica es una especie de anfibio anuro de la familia Bufonidae.

## Distribución geográfica
Esta especie habita en la Amazonia:
- en Colombia en el departamento de amazonas;
- en el oriente de Perú;
- en Brasil en los estados de Pará, Amazonas y Rondônia;
- en Bolivia en el departamento de Pando.[4]

## Publicación original
- Caldwell, 1991 : A new species of toad in the genus Bufo from Pará, Brazil, with an unusual breeding site. Papéis Avulsos de Zoologia, vol. 37, n.º 26, p. 389-400.[5]